# Victor Emilio Estrada
Víctor Emilio Estrada Sciacaluga (Guayaquil, 22 de mayo de 1891-Guayaquil, 21 de febrero de 1954) fue un banquero, economista, estratega militar, autor, articulista, comerciante industrial y político ecuatoriano. Fue el hijo primogénito del expresidente de Ecuador Emilio Estrada Carmona y María Victoria Sciacaluga.

## Biografía
Hasta los 14 años llevó una vida relativamente normal como niño y joven. La relatividad estaba en el momento político, pues era hijo de un activo político liberal y había nacido cuando los liberales eran aún perseguidos por el gobierno progresista que en realidad era conservador. 
A partir del triunfo de la Revolución Liberal, la vida familiar tomó un giro de mayor estabilidad y el padre pudo estar en el hogar por más tiempo, a pesar de las obligaciones políticas que tuvo que aceptar para colaborar con el triunfo de la revolución, de la cual era creyente doctrinario.
Víctor Emilio ingreso al Colegio Nacional "Vicente Rocafuerte" y en él adquirió la educación básica. Sin embargo, su experiencia colegial no fue muy provechosa. Concluyó su educación formal como un estudiante promedio. Su madre, doña María Victoria, falleció de cáncer en 1909.
La experiencia de su padre en el ejército liberal le dio una temprana afición por las armas y se dedicó a la lectura de temas militares, en especial la vida y campañas de Napoleón Bonaparte. Al terminar el colegio ingresó a la marina por un breve período. Luego, en 1910 ingresó al ejército y para 1911 era capitán, lo que nos da un indicio de que su capacidad autodidacta lo había capacitado lo suficiente para lograr ascensos en pocos años. 
Con la candidatura de su padre a la presidencia de la República en 1911, Víctor Emilio se dedicó a apoyar a su progenitor con el fin de que se cumpla la Constitución. Una vez posesionado su padre de la presidencia de la República, envió a su hijo en una misión a Europa, para asegurar que contratos que estaban realizándose a nombre del Ecuador se concluyeran de manera rectilínea. Mientras cumplía esa misión, el 22 de diciembre de 1911 recibió un cablegrama que le notificaba la muerte de su padre el día anterior.
A su retorno al Ecuador, a fines de enero de 1912, se mantuvo al margen de los acontecimientos políticos. Luego de los terribles acontecimientos de enero de 1912, se retiró del ejército y entró en el campo de los negocios. Sin embargo, reingresó al servicio público y se desempeñó por un tiempo como Capitán del Puerto de Guayaquil, con el rango asimilado de Capitán de Navío. En 1913 reingresó al ejército con motivo de la revolución de Carlos Concha. Luego de su retiro, se dedicó a otra vez al servicio público, sus negocios y a su autoeducación.
El 20 de abril de 1912 contrajo matrimonio con la señorita Isabel Icaza Marín. En 1914 nació su primera hija, Isabel Estrada Icaza, luego en 1915 María Del Pilar Estrada Icaza, en 1916 Emilio Estrada Icaza (empresario, arqueólogo y quien fuera alcalde de Guayaquil en 1956), en 1917 Julio Estrada Icaza (reconocido historiador de Guayaqui), en 1919 José Estrada Icaza (industrial), Luis Estrada Icaza (industrial y piloto de aviación), Ernesto Estrada Icaza (empresario y desarrollador inmobiliario) y Leonor Estrada Icaza.
El período entre 1912 y 1920 fue de formación de su familia. En ese período nacieron 5 de sus 8 hijos y él avanzó su autoeducación en el campo de la economía y las finanzas. En 1917 fue designado como Interventor de Hacienda del Guayas. Para 1919 ya había escrito ensayos sobre temas financieros, lo que llamó la atención de algunos comerciantes y banqueros locales.
Su vida tomó un giro cuando el directorio de la caja de ahorros La Previsora lo designó su gerente general. Desde entonces hasta el día de su muerte, estuvo ligado al negocio bancario.

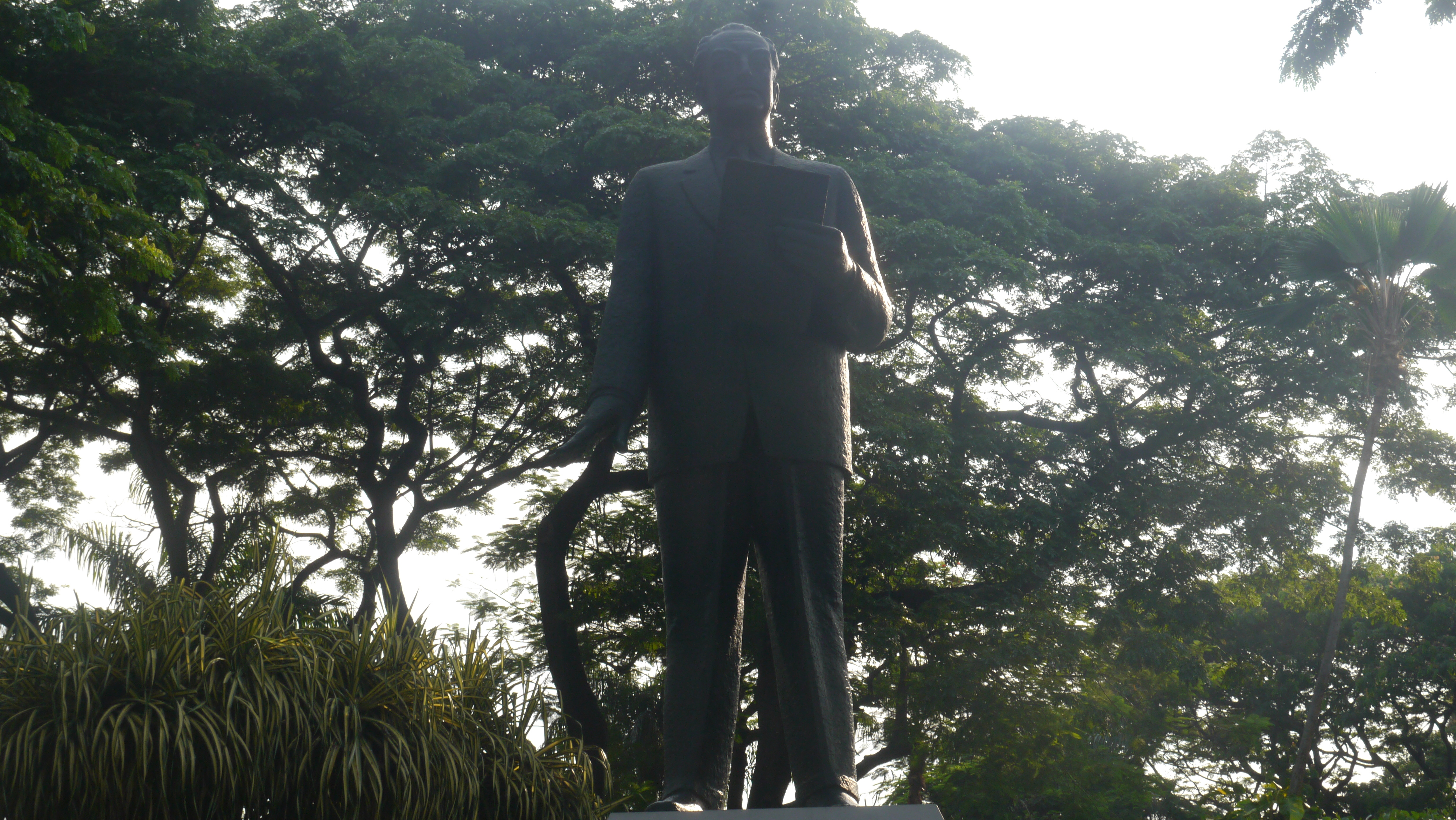
Monumento a Víctor Emilio Estrada en el Parque Urdesa de Guayaquil

Al poco tiempo de posesionado como gerente de La Previsora, la pequeña caja de ahorros, que era insignificante si se la comparaba con los bancos poderosos como el Banco Comercial y Agrícola de Guayaquil, el Banco del Ecuador y el Banco de Crédito Hipotecario, comenzó un crecimiento inusitado debido a las ideas innovadoras del joven gerente y el equipo de directores y ejecutivos dinámicos que formó alrededor de él. En pocos años los banqueros establecidos, como Francisco Urbina y Jado ya lo consideraban como uno de ellos y entró a formar parte de la toma de decisiones económicas y políticas. Luego de la debacle bancaria de julio de 1925, él fue uno de los banqueros que ayudaron a poner orden en la hacienda pública y a reconstruir el sistema bancario siguiendo un nuevo esquema. Fue uno de los promotores de la creación del Banco Central del Ecuador y como tal promovió la venida y conformación de la célebre "Misión Kemmerer".
En 1934 su posición como banquero de prestigio y reconocido economista era sólida y respetada. Cuando José María Velasco Ibarra fue elegido Presidente de la República, lo nombró Ministro de Hacienda, con el fin de que reorganice las finanzas públicas. Para el efecto presentó un plan económico que fue inmediatamente denominado el "Plan Estrada". Pero este plan era demasiado innovador para la posición conservadora nacional, especialmente de la Sierra, y el plan fue objetado por el Congreso. El autor, en actitud digna, renunció a su cargo, pues si no podría poner en práctica sus ideas no tenía objeto que ejerciera el Ministerio, pues no podría hacer lo que él sabía que era necesario para cambiar el destino económico del país.
Luego de ese breve período de retorno al servicio público, regresó a sus actividades privadas, en las cuales se mantuvo hasta que, en 1936, aceptó hacerse cargo de organizar la Brigada de Guardias Nacionales, cuerpo militar integrado totalmente por voluntarios, en vista de la amenaza que representaba el Perú. Como Coronel en Jefe de las guardias las organizó para enfrentar una eventual agresión peruana. En 1939 entregó el mando de la Brigada y retornó a sus actividades privadas hasta 1944, en que fue designado por el presidente José María Velasco Ibarra como Presidente del Concejo Cantonal de Guayaquil, cargo que aceptó y ejerció por un breve período mientras el país salía de la convulsión de la revolución velasquista y la reciente invasión peruana.

## Fallecimiento

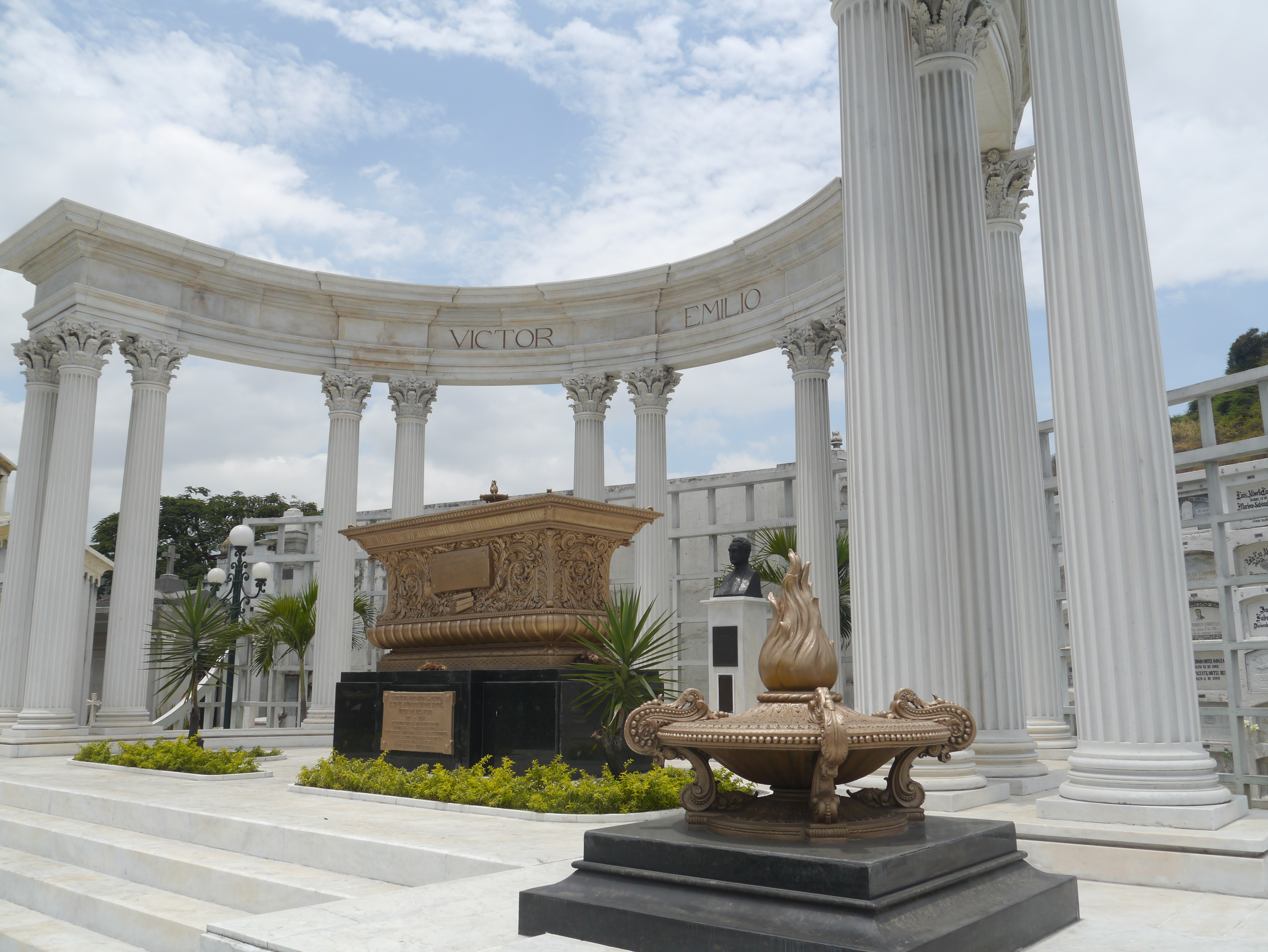
Vista lateral derecha de edículo memorial a Víctor Emilio Estrada.

Después de ejercer la presidencia del Concejo, regresó a sus actividades privadas y así se mantuvo hasta su prematura muerte por cáncer de páncreas, ocurrida en Guayaquil, el 21 de febrero de 1954. 
Su fallecimiento fue muy sentido en el país, pues aun desde sus actividades privadas se mantuvo al servicio de su patria a través de la publicación de varios libros sobre economía, finanzas, así como temas militares, y de su columna periodística denominada "Procurando hacer país". Además que hizo muy buenas obras.

## Moneda y Bancos en Ecuador
Es la obra más importante de Victor Emilio Estrada. Fue publicado por la Corporación Editora Nacional en 1982 con un prólogo por su hijo Julio Estrada Icaza donde habla sobre la relevancia del libro, el contexto histórico de los bancos en las primeras tres décadas del siglo XX, la polémica por la ley de moratoria que habría ocupado a su padre y destinó algunos artículos y en resumen, el diagnóstico de los problemas financieros que vivió Ecuador en una época de transición cuando el comercio internacional colapsaba en medio de las guerras mundiales, los problemas inflacionarios que causó eso en ese país y las alternativas de estabilización que se manejaron en ese contexto, entre ellas el establecimiento de un Banco Central. En resumen:
- Inflación: análisis de las sus causas. Concluyó que se debió a un aumento en exceso del crédito bancario y a problemas con la balanza de pagos.
- Sustitutos monetarios en la economía: inflación causada por la emisión de letras sin respaldo en producción previa, producto de un aumento de demanda de importaciones en la región sierra a partir de la construcción del ferrocarril.
- Análisis de la Ley de Moratoria: el impacto de la inconvertibilidad dentro de la inflación, con la ley aprobada dentro de la presidencia de Baquerizo Moreno.
- Independencia del Banco Central: se opuso a la creación de un Banco Central oficial (como se hizo finalmente en la Revolución Juliana) y propuso como ejemplo los sistemas de Estados Unidos e Inglaterra.

Además del diagnóstico económico, su libro toma en cuenta a muchos economistas del siglo XIX: Ricardo, Malthus, George, Schmoller, y Courcelle-Seneuil, como también del siglo XX: Fisher, Keynes, Kemmerer, Cassel, entre otros.

## Escritos
Victor Emilio Estrada escribió artículos y libros de temas económicos y de estrategia militar, dentro de los que se encuentran ordenados cronológicamente:
- 1918: “El Problema Vital del Ecuador, Fuertes o Esclavos”  un ensayo en 59 páginas
- 1919: “El Problema Vital del Ecuador. Hacienda Pública”.
- 1921: “La Tendencia del interés en el Ecuador” en 51 páginas
- 1921: “Voto razonado del Delegado de la Compañía de Préstamos y Construcciones de Quito ante la Junta Consultiva Económica de Guayaquil” en 30 páginas
- 1921: “Estudio sobre el Presupuesto” en 85 páginas
- 1921  “Moratoria o Conversión” en 63 páginas sobre la conveniencia de mantener el decreto legislativo del 30 de agosto de 1914 que creó la Ley de Moratoria de Pagos
- 1922: “Ensayo sobre la balanza económica en el Ecuador”
- 1923: “The incautation, an important financial essay” en 26 páginas
- 1923: “La inconvertibilidad del billete bancario y su solución” en 83 páginas
- 1925: “Moneda y Bancos en el Ecuador” en 379 páginas[4]
- 1927: “Una reciente estabilización monetaria en Sudamérica. El Banco Central del Ecuador”
- 1935: “La situación económica en sus relaciones con el Banco Central del Ecuador. Crítica de la política económica. Enero – Marzo de 1935”
- 1937: “Cuatro Estudios Militares”
- 1941: “Pro Patria. Documento del pasado. Experiencias para el futuro” en 112 págs
- 1941: “Vida de un Hombre. Emilio Estrada” en 260 págs
- 1949: “South América. In or out?” ensayo de índole histórico-militar
- 1950: “Treinta años de vida institucional” en 24 págs